# Pływanie na Letnich Igrzyskach Olimpijskich 1896 – 100 m stylem dowolnym mężczyzn

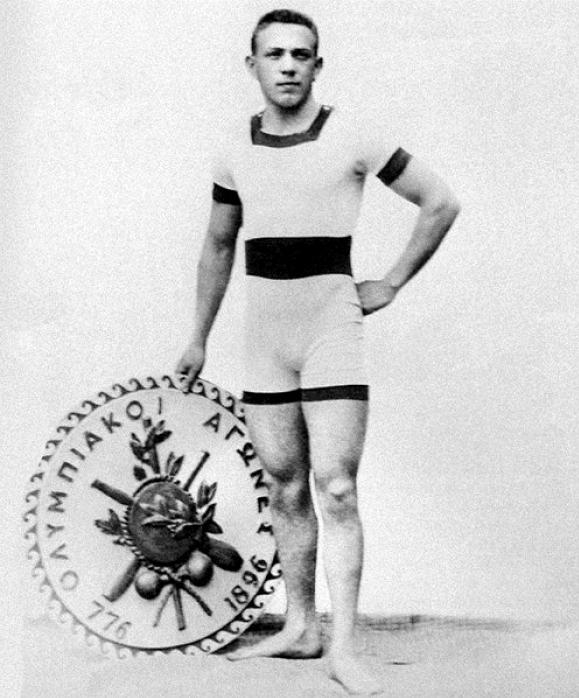
Alfred Hayos, zwycięzca biegu na 100 i 1200 metrów stylem dowolnym.

Do pływackiego wyścigu na 100 m przystąpiło 10 zawodników z 4 państw. Znane są wyniki tylko 2 zawodników. Wiadomo, że walkę o złoty medal stoczyli między sobą dwaj pływacy z Austro-Węgier. Węgier Hajos wygrał z Austriakiem Herschmannem o około pół sekundy.

## Wyniki
| Miejsce | Zawodnik              | Kraj              | Wynik    |
| ------- | --------------------- | ----------------- | -------- |
| złoto   | Alfréd Hajós          | Węgry             | 1:22,2   |
| srebro  | Otto Herschmann       | Austria           | 1:22,8   |
| 3.-10.  | Jeorjos Aninos        | Królestwo Grecji  | nieznany |
| 3.-10.  | Efstatios Chorafas    | Królestwo Grecji  | nieznany |
| 3.-10.  | Aleksandros Chrisafos | Królestwo Grecji  | nieznany |
| 3.-10.  | Gardner Williams      | Stany Zjednoczone | nieznany |
| 3.-10.  | 4 nieznanych Greków   | Królestwo Grecji  | nieznany |